# Poema o more
Poema o more (russisk: Поэма о море) er en sovjetisk spillefilm fra 1958 af Julija Solntseva.

## Medvirkende
- Boris Livanov som general Ignat Fjodortjenko
- Boris Andrejev som Savva Zarudnyj
- Mikhail Tsarjov som Aristarkhov
- Mikhail Romanov
- Zinaida Kirienko som Katerina